# Till Death
Till Death, traducida como Hasta la muerte, es una película de acción y suspenso de terror estadounidense de 2021, dirigida por S.K. Dale en su debut como director, con un guion de Jason Carvey, y protagonizada por Megan Fox. Fue lanzada en los Estados Unidos por Screen Media Films el 2 de julio de 2021 en una cantidad limitada de cines, y lo fue también simultáneamente en vídeo bajo demanda. La película recibió críticas generalmente favorables, destacando la actuación de Megan Fox y la dirección de Dale.

## Sinopsis
Emma termina una relación extramarital con Tom, empleado de su esposo Mark, quien es abogado. Al día siguiente, en su visita a la oficina de su esposo, Emma descubre que este tiene en su poder documentos de un expediente judicial donde se la menciona. Esa misma noche, Emma y Mark celebran su aniversario número once con una cena en un restaurante, donde Mark le regala y coloca un collar de acero; luego la lleva de sorpresa a una apartada casa en el lago, en medio de la nieve, que solían visitar. Allí, entre detalles románticos y una nota con la leyenda «Hasta que la muerte nos separe», Mark le dice que su relación va a mejorar y hacen el amor. 
Ella se despierta a la mañana siguiente esposada a él y mientras pide explicaciones él se pega un tiro en la cabeza. Emma intenta romper las esposas con la pistola, pero la encuentra vacía. Mientras arrastra el cuerpo de su esposo por la casa, Emma descubre una caja fuerte de alta tecnología en el armario, donde también se halla un vestido de novia, y que toda la casa ha sido despojada de herramientas y objetos afilados que podrían ser útiles para desengancharse; además su celular fue arrojado a un recipiente con agua. Finalmente encuentra las llaves del auto entre la basura de la cocina. Emma se envuelve los pies con la tela del vestido, para caminar por la nieve y llegar al garaje en la parte de afuera. Se sube al auto, pero este no enciende, pues fue vaciado de gasolina. Ahí encuentra un audio de Mark confesando que planeó todo. 
De repente, Tom aparece en la puerta de la cabaña, luego de recibir mensajes desde el celular de ella, y le revela que Mark sabía que la policía lo arrestaría por cargos de manipulación de pruebas. Emma entonces comprende mejor la motivación de Mark para suicidarse y a su vez vengarse de ella por haber descubierto su relación con Tom. Antes que Tom llame a la policía, llega en automóvil un hombre llamado Jimmy y dice que lo contrataron para hacer un trabajo de plomería. Tom no le cree y le dice que se vaya, pero el hermano de Jimmy, Bobby, sale del auto y mata a Tom. Bobby es el antiguo acosador de Emma. En el pasado, él la atacó y en defensa ella le sacó el ojo izquierdo con las llaves del auto, y fue encarcelado durante diez años por su crimen.
Emma, quien fue testigo de la muerte de Tom, se esconde de los hombres y se dirige al puerto donde se encuentra una lancha sobre el lago congelado. Con un ancla logra romper y liberarse de la esposas. Mientras tanto, los dos hombres se dirigen al casillero, en busca de los diamantes que Mark le prometió a Bobby. El casillero requiere de un código de acceso y una huella digital para abrirse. Bobby ordena entonces encontrar a la mujer, y luego de ver su huella ensangrentada cerca de la lancha concluye que no puede estar muy lejos. Emma toma la ropa del cuerpo Tom, las llaves de su auto y su celular, y se esconde. 
Los hombres buscan a Emma en lados distintos. Emma logra golpear a Bobby con un palo de golf y lo hace caer al siguiente piso, y encierra a Jimmy en una habitación. Sale corriendo de la casa e intenta escapar en el auto de Tom. Los hermanos, sin embargo, la persiguen y atrapan, pero antes Emma logra llamar al 911 y gritar por ayuda. Los hermanos, apurados por la inminente llegada de policía, la llevan al dormitorio y vuelven a esposarla al cuerpo de Mark. Allí, Bobby revela que, según se lo dijo Mark, la clave del casillero es la fecha en que Mark le propuso matrimonio a Emma. Bobby trata de lastimar a Emma para que le diga la fecha, pero su hermano, quien no desea que nadie más salga lastimado, encuentra la pistola de Mark y la usa para contener a su hermano amenazando con jalar el gatillo. Emma hace entonces un trato y da la fecha a cambio de su libertad.
Bobby abre el casillero con la huella digital de Mark y el código de Emma, pero la caja fuerte está vacía, excepto por una sierra con el mensaje «Los diamantes que buscas yacen cerca de su corazón» grabado en ella. Se dan cuenta de que los diamantes están en el collar de acero de Emma, quien junto a Jimmy, intenta desabrocharlo en vano. Para Bobby queda claro que lo que Mark deseaba era que decapitaran a Emma para llevarse el collar, y se acerca a ella con esa intención. Jimmy trata de detenerlo, pero en la pelea con él Bobby empala accidentalmente a Jimmy contra una percha en la pared y lo mata. Él culpa a Emma por la muerte de su hermano y se abalanza sobre ella para matarla. Bobby y Emma luchan, Bobby le apuñala la pierna con un cuchillo y trata de dispararle con la pistola solo para descubrir que no tiene balas. Emma esposa a Bobby al cuerpo de Mark y escapa. La persigue hasta el lago congelado, arrastrando el cadáver, donde el hielo se rompe y todos caen al agua. Emma clava el cuchillo en el ojo restante de Bobby y logra salir a la superficie. Se acuesta en el hielo y arroja su anillo de bodas al agua, mientras las sirenas de la policía se escuchan a lo lejos.

## Reparto
- Megan Fox como Emma.
- Callan Mulvey como Bobby Ray.
- Eoin Macken como Mark.
- Aml Ameen como Tom.
- Jack Roth como Jimmy.

## Producción y lanzamiento
En febrero de 2020 se anunció que Megan Fox se había unido al elenco de la película, con S.K. Dale dirigiendo y Jason Carvey como guionista. En agosto se unirían también Callan Mulvey, Eoin Macken, Aml Ameen y Jack Roth. Ese mismo mes comenzó el rodaje de la cinta en Sofía, Bulgaria, en los Estudios Nu Boyana de Millennium. El mismo se había agendado originalmente para principios de año y fue postergado debido a la pandemia de COVID-19, razón por la cual se realizó bajo protocolos de bioseguridad, como la realización de pruebas obligatorias.
Megan Fox comentó que la filmación fue físicamente demandante y la dejó exhausta, habiendo dormido 2-3 horas al día por alrededor de 4 semanas. También dijo que realmente arrastró a un hombre semidesnudo en cada escena. Sobre esto, el director comentó que se gastó dinero en un maniquí, pero no se sentía real, por lo que gran parte de las escenas fueron hechas por un doble búlgaro de nombre Boyan Anev.
En mayo de 2021, Screen Media Films adquirió los derechos de distribución de la película. La película fue lanzada en limitadas salas de cine y en vídeo bajo demanda el 2 de julio de 2021.

## Crítica
Till Death tiene un índice de aprobación del 88 % en el sitio web del agregador de reseñas Rotten Tomatoes, basado en 33 reseñas, con un promedio ponderado de 6.80/10. En Metacritic la película tiene una calificación de 66/100, según 5 críticas, lo que indica "críticas generalmente favorables". El crítico de cine Waldemar Dalenogare Neto declaró que la película funciona gracias a Megan Fox y dijo que «es una película interesante para los amantes del thriller». Beatrice Loayza dijo para el The New York Times que «esta jugarreta sencilla centra su atención en su astuta y sensata reina del terror. Y lo que Fox carece de destreza dramática, lo compensa con un magnetismo puro y perverso». En su reseña para Variety, Manuel Betancourt dijo que, «Incluso cuando los giros y vueltas se vuelven cada vez más absurdos ... La dirección de Dale y el compromiso de Fox contribuyen en gran medida a hacer de Till Death un jolgorio brillante y entretenido».
En una reseña para Common Sense Media, Jeffrey M. Anderson dijo: «Después de un comienzo inestable, este thriller de horror tenso y cruel cobra vida con un oscuro sentido de la lógica, una descripción desgarradora del abuso mental y emocional y la desatada fortaleza de una mujer (...) en última instancia, tiene más sentido que cualquier trampa mortal de Saw». Tomris Laffly, de RogerEbert.com, calificó la película como «poco exigente, un poco boba, pero a la vez una experiencia completamente fascinante y atractivamente orquestada que te mantiene al borde del asiento».
La actuación de Fox fue también destacada positivamente por críticos en línea, como Scott Weinberg (Thrillist), quien admiró su «muy sólida actuación». Julian Roman (MovieWeb) dijo que Fox «es sorpresivamente buena en una actuación emocional y físicamente dura» y que la película es «una joya independiente que merece ser vista». Chad Collins (Dread Central) definió a la película como «horripilante, sinuosa y electrificante» y dijo que «Megan Fox es una reina del terror contemporánea, con más agallas que la mayoría».